# Ardas
Ardes és un municipi francès situat al departament del Puèi Domat i a la regió d'Alvèrnia-Roine-Alps. L'any 2007 tenia 599 habitants.

## Demografia

### Població
El 2007 la població de fet d'Ardes era de 599 persones. Hi havia 284 famílies de les quals 130 eren unipersonals (51 homes vivint sols i 79 dones vivint soles), 75 parelles sense fills, 55 parelles amb fills i 24 famílies monoparentals amb fills.
La població ha evolucionat segons el següent gràfic:
Habitants censats

### Habitatges
El 2007 hi havia 466 habitatges, 285 eren l'habitatge principal de la família, 109 eren segones residències i 73 estaven desocupats. 396 eren cases i 70 eren apartaments. Dels 285 habitatges principals, 185 estaven ocupats pels seus propietaris, 80 estaven llogats i ocupats pels llogaters i 20 estaven cedits a títol gratuït; 1 tenia una cambra, 28 en tenien dues, 52 en tenien tres, 96 en tenien quatre i 108 en tenien cinc o més. 157 habitatges disposaven pel capbaix d'una plaça de pàrquing. A 130 habitatges hi havia un automòbil i a 87 n'hi havia dos o més.

### Piràmide de població
La piràmide de població per edats i sexe el 2009 era:
| Homes | Edats   | Dones |
| ----- | ------- | ----- |
| 0     | 95 o +  | 0     |
| 0     | 90 a 94 | 4     |
| 8     | 85 a 89 | 16    |
| 4     | 80 a 84 | 8     |
| 28    | 75 a 79 | 32    |
| 20    | 70 a 74 | 20    |
| 28    | 65 a 69 | 32    |
| 12    | 60 a 64 | 16    |
| 20    | 55 a 59 | 8     |
| 24    | 50 a 54 | 12    |
| 12    | 45 a 49 | 24    |
| 8     | 40 a 44 | 12    |
| 28    | 35 a 39 | 16    |
| 8     | 30 a 34 | 12    |
| 12    | 25 a 29 | 12    |
| 8     | 20 a 24 | 8     |
| 12    | 15 a 19 | 28    |
| 8     | 10 a 14 | 16    |
| 12    | 5 a 9   | 12    |
| 12    | 0 a 4   | 4     |

## Economia
El 2007 la població en edat de treballar era de 325 persones, 239 eren actives i 86 eren inactives. De les 239 persones actives 199 estaven ocupades (109 homes i 90 dones) i 40 estaven aturades (18 homes i 22 dones). De les 86 persones inactives 40 estaven jubilades, 16 estaven estudiant i 30 estaven classificades com a «altres inactius».

### Ingressos
El 2009 a Ardes hi havia 282 unitats fiscals que integraven 547,5 persones, la mediana anual d'ingressos fiscals per persona era de 14.316 €.

### Activitats econòmiques
Dels 48 establiments que hi havia el 2007, 1 era d'una empresa extractiva, 1 d'una empresa alimentària, 1 d'una empresa de fabricació de material elèctric, 3 d'empreses de fabricació d'altres productes industrials, 10 d'empreses de construcció, 9 d'empreses de comerç i reparació d'automòbils, 4 d'empreses de transport, 4 d'empreses d'hostatgeria i restauració, 1 d'una empresa d'informació i comunicació, 4 d'empreses financeres, 2 d'empreses de serveis, 5 d'entitats de l'administració pública i 3 d'empreses classificades com a «altres activitats de serveis».
Dels 18 establiments de servei als particulars que hi havia el 2009, 1 era una oficina d'administració d'Hisenda pública, 1 gendarmeria, 1 oficina de correu, 1 una oficina bancària, 1 taller de reparació d'automòbils i de material agrícola, 2 paletes, 1 guixaire pintor, 1 fusteria, 1 lampisteria, 3 electricistes, 1 perruqueria i 4 restaurants.
Dels 5 establiments comercials que hi havia el 2009, 2 eren botiges de menys de 120 m², 1 una fleca, 1 una carnisseria i 1 una llibreria.
L'any 2000 a Ardes hi havia 11 explotacions agrícoles que ocupaven un total de 490 hectàrees.

## Equipaments sanitaris i escolars
L'únic equipament sanitari que hi havia el 2009 era una farmàcia.
El 2009 hi havia una escola elemental. Ardes disposava d'un col·legi d'educació secundària amb 58 alumnes.

## Poblacions més properes
El següent diagrama mostra les poblacions més properes.